# Tocoyena bullata
Tocoyena bullata là một loài thực vật có hoa trong họ Thiến thảo. Loài này được (Vell.) Mart. miêu tả khoa học đầu tiên năm 1841.